# Shabooh Shoobah
Shabooh Shoobah es el tercer álbum lanzado por la banda de rock australiana INXS, publicado el 16 de octubre de 1982. INXS comenzó a entrar al mercado musical estadounidense gracias al sencillo "The One Thing". Alcanzó el puesto número 5 en las listas autralianas y permaneció durante 94 semanas. Fue el primer álbum en editarse en todo el mundo y apareció en el Billboard 200 en Estados Unidos. Del álbum se extrajeron cuatro sencillos, "The One Thing" (julio de 1982), "Don't Change" (octubre de 1982), "To Look at You" (marzo de 1983) y "Black and White" (junio de 1983). Fue producido por Mark Opitz para WEA Australia y la mayor parte de las canciones son obra de Andrew Farriss y Michael Hutchence.
El nombre de "Shabooh Shoobah" viene de una onomatopeya de un ritmo de la canción "Spy of Love".
El álbum fue nominado como mejor disco australiano en la gala de premios de música pop de Australia.
El video de "To Look at You" sólo fue lanzado en la compilación discográfica llamada "The swing and other stories".

## Listado de canciones
El álbum está disponible en tres formatos, el estándar en disco de vinilo, en casete de cinta magnética de audio y por último en formato digital de disco compacto.
Edición original en LP
| Lado A |                  |                                    |          |  |
| N.º    | Título           | Escritor(es)                       | Duración |  |
| 1.     | «The One Thing»  | Andrew Farriss y Michael Hutchence | 3:24     |  |
| 2.     | «To Look at You» | Andrew Farriss                     | 3:55     |  |
| 3.     | «Spy of Love»    | Tim Farriss y Michael Hutchence    | 3:58     |  |
| 4.     | «Soul Mistake»   | Andrew Farriss y Michael Hutchence | 2:57     |  |
| 5.     | «Here Comes»     | Andrew Farriss y Michael Hutchence | 3:00     |  |

| Lado B |                       |                                                                                               |          |  |
| N.º    | Título                | Escritor(es)                                                                                  | Duración |  |
| 1.     | «Black and White»     | Andrew Farriss y Michael Hutchence                                                            | 3:40     |  |
| 2.     | «Golden Playpen»      | Michael Hutchence y Kirk Pengilly                                                             | 3:03     |  |
| 3.     | «Jan's Song»          | Andrew Farriss y Michael Hutchence                                                            | 3:18     |  |
| 4.     | «Old World New World» | Jon Farriss y Michael Hutchence                                                               | 3:38     |  |
| 5.     | «Don't Change»        | Andrew Farriss, Tim Farriss, Jon Farriss, Michael Hutchence, Garry Gary Beers y Kirk Pengilly | 4:24     |  |

## Relación de ediciones
Álbum Shabooh Shoobah
| Formato | Región                 | Sello                                                 | Nº de catálogo | Fecha                          |
| LP      | Australia              | WEA                                                   | 600133         | 16 de octubre de 1982          |
| LP      | Japón                  | WEA                                                   | P-11378        | 1982                           |
| LP      | Canadá                 | Atco Records                                          | 79 00721       | 1982                           |
| LP      | Estados Unidos         | Atco Records                                          | 7 90072-1      | 1982                           |
| LP      | Francia                | Mercury Records                                       | 812 084-1      | 1982                           |
| LP      | Resto de Europa        | Mercury Records                                       | 812 084-1      | 1983                           |
| LP      | Países Bajos           | Mercury Records                                       | 812 084-1      | 1987 (reedición)               |
| LP      | Europa                 | Atco Records, Petrol Electric y Universal Music Group | 0602537778935  | 2014 (edición 180 gramos)      |
| MC      | Australia              | WEA                                                   | M5 600133      | 1982                           |
| MC      | Canadá                 | Atco Records                                          | 79 00724       | 1982                           |
| MC      | Estados Unidos         | Atco Records                                          | 7 90072-4      | 1982                           |
| MC      | Países Bajos y Francia | Mercury Records                                       | 812 084-4      | 1982                           |
| CD      | Estados Unidos         | Atco Records                                          | 7 90072-2      | 1986                           |
| CD      | Japón                  | WEA                                                   | 32XD-907       | 1987                           |
| CD      | Países Bajos           | Mercury Records                                       | 812 084-1      | 1987                           |
| CD      | Australia              | Phonogram Records                                     | 8120842        | 1991                           |
| CD      | Europa                 | Mercury Records                                       | 0602527710365  | 2011 (reedición remasterizada) |
| CD      | Australia              | Universal Music                                       | 2771036        | 2011 (reedición remasterizada) |

## Créditos
Michael Hutchence, voz principal.
Kirk Pengilly, guitarra, saxofón y coros.
Andrew Farriss, teclados y guitarra.
Tim Farriss, guitarra.
Jon Farriss, batería, percusión y coros.
Garry Gary Beers, bajo y coros.
Mark Opitz, Producción.
David Walsh, Andrew Scott, David Nicholas y Mark Opitz, Ingeniería.
Grant Mathews, fotografía de portada.
Chris Murphy, mánager.

## Sencillos
- "The One Thing" (julio de 1982)
- "Don't Change" (octubre de 1982)
- "To Look at You" (marzo de 1983)
- "Black and White" (junio de 1983)

## Vídeos
1. "The One Thing"
2. "Spy Of Love"
3. "Don't Change"
4. "To Look at You"

## Gira
Durante el año 1982 se estuvo promocionando el disco anterior con multitud de conciertos. En enero de 1982 INXS realiza el primer concierto fuera de su país debutando en Nueva Zelanda. El lanzamiento de Shabooh Shoobah les pilla en plena gira australiana que continuarán en 1983 con la primera visita a Estados Unidos y Canadá donde actuaron durante tres meses. Tras unos conciertos en Australia, volvieron a Norteamérica para otra serie de conciertos.